# Ceratitis tananarivana
Ceratitis tananarivana
 es una especie de insecto del género Ceratitis de la familia Tephritidae del orden Diptera. 
Albany Hancock la describió científicamente por primera vez en el año 1984.